# CONCACAF Champions League 2008/09
Die CONCACAF Champions League in der Saison 2008/2009 war die Erstauflage dieses Wettbewerbs.
Das Turnier begann Ende August 2008 mit der Qualifikation und endete mit dem Rückspiel des Finals Ende April 2009. Der Sieger CF Atlante qualifizierte sich für die FIFA-Klub-Weltmeisterschaft 2009.

## Teilnehmerfeld
In der CONCACAF Champions League 2008/09 nahmen 24 Mannschaften teil. Die Mannschaften kamen aus Nordamerika, der Karibik und Zentralamerika.
Aus den Vereinigten Staaten und Mexiko qualifizierten sich je vier Teams. Die Karibikzone stellte drei Mannschaften. Aus Costa Rica, El Salvador, Guatemala, Honduras und Panama nahmen je zwei Mannschaften teil. Kanada, Belize und Nicaragua stellten je eine Mannschaft.
| - Mexiko (Primera División) - CF Atlante - UNAM Pumas - Santos Laguna - CD Cruz Azul - USA (Major League Soccer – 2007) - Houston Dynamo - D.C. United - New England Revolution - CD Chivas USA - Costa Rica (Primera División) - Deportivo Saprissa - LD Alajuelense - El Salvador (Primera Divisíon) - CD Luis Ángel Firpo - AD Isidro Metapán - Guatemala (Liga Nacional) - Deportivo Jalapa - CSD Municipal |  | - Honduras (Liga Nacional) - CD Marathón - CD Olimpia - Panama (ANAPROF) - San Francisco FC - Tauro FC - Belize (Belize Premier Football League) - Hankook Verdes - Nicaragua (Primera División) - Real Estelí - Kanada (Canadian Championship – 2008) - Montreal Impact - Karibik (CFU Club Championship – 2007) - Harbour View FC - Joe Public FC - Puerto Rico Islanders |

## Turnierverlauf
Qualifikationsrunde: (16 Mannschaften)
- je 2 Mannschaften aus den USA und Mexiko
- je 2 Mannschaften aus Panama
- je eine Mannschaft aus Costa Rica, El Salvador, Guatemala, Honduras, Belize, Nicaragua und Kanada
- 3 Vereine aus der Karibikzone

Gruppenphase: (16 Mannschaften)
- die 8 Sieger der Preliminary Round
- je 2 Mannschaften aus den USA und Mexiko
- je eine Mannschaft aus Costa Rica, El Salvador, Guatemala und Honduras

| Gruppenphase           | Gruppenphase     | Gruppenphase        | Gruppenphase             |
| Pot A                  | Pot A            | Pot B               | Pot B                    |
| ---------------------- | ---------------- | ------------------- | ------------------------ |
| CF Atlante             | Houston Dynamo   | Deportivo Saprissa  | CSD Municipal            |
| Santos Laguna          | D.C. United      | CD Luis Ángel Firpo | CD Olimpia               |
| Qualifikation          |                  |                     |                          |
| Pot C                  | Pot C            | Pot D               | Pot D                    |
| UNAM Pumas             | LD Alajuelense   | Deportivo Jalapa    | Real Estelí              |
| CD Cruz Azul           | CD Marathón      | AD Isidro Metapán   | Harbour View FC          |
| New England Revolution | San Francisco FC | Tauro FC            | Joe Public FC            |
| CD Chivas USA          | Montreal Impact  | Hankook Verdes      | Puerto Rico Islanders FC |

## Zeitplan
| Datum                           | Event                                   |
| ------------------------------- | --------------------------------------- |
| Ende Juli 2008                  | Spielberechtigung für Preliminary Round |
| 26.–28. August 2008             | Preliminary Round, Hinspiele            |
| 2.–4. September 2008            | Preliminary Round, Rückspiele           |
| Anfang September 2008           | Group Stage wird bekannt gegeben        |
| 16.–18. September 2008          | Group Stage – 1. Spieltag               |
| 23.–25. September 2008          | Group Stage – 2. Spieltag               |
| 30. September – 2. Oktober 2008 | Group Stage – 3. Spieltag               |
| 7.–9. Oktober 2008              | Group Stage – 4. Spieltag               |
| 21.–23. Oktober 2008            | Group Stage – 5. Spieltag               |
| 28.–30. Oktober 2008            | Group Stage – 6. Spieltag               |
| 24.–26. Februar 2009            | Viertelfinale, Hinspiele                |
| 3.–5. März 2009                 | Viertelfinale, Rückspiele               |
| 17.–19. März 2009               | Halbfinale, Hinspiele                   |
| 7.–9. April 2009                | Halbfinale, Rückspiele                  |
| 21.–23. April 2009              | Finale, Hinspiel                        |
| 28.–30. April 2009              | Finale, Rückspiel                       |

## Preliminary Round (Qualifikationsrunde)
Die Paarungen der Qualifikationsrunde wurden am 11. Juni 2008 in New York ausgelost. Die Hinspiele fanden zwischen dem 26. August und 28. August 2008 statt. Die Rückspiele wurden vom 2. September bis 4. September ausgetragen.
Nach der Qualifikationsrunde wurden die Sieger aus den einzelnen Begegnungen den bereits gesetzten Mannschaften zugeordnet. Es entstanden vier Gruppen mit je vier Mannschaften.
|                   | Gesamt |                          | Hinspiel    | Rückspiel |
| ----------------- | ------ | ------------------------ | ----------- | --------- |
| Deportivo Jalapa  | 1:5    | San Francisco FC         | 1:0         | 0:5       |
| Joe Public FC     | 6:1    | New England Revolution   | 2:1         | 4:0       |
| LD Alajuelense    | 2:3    | Puerto Rico Islanders FC | 1:1         | 1:2       |
| CD Cruz Azul      | 12:00  | Hankook Verdes           | 6:0         | 6:0       |
| Harbour View FC   | 0:3    | UNAM Pumas               | ausgefallen | 0:3       |
| Tauro FC          | 3:1    | CD Chivas USA            | 2:0         | 1:1       |
| Montreal Impact   | 1:0    | Real Estelí              | 1:0         | 0:0       |
| AD Isidro Metapán | 3:4    | CD Marathón              | 2:2         | 1:2       |

## Group Stage (Hauptrunde)

### Gruppe A
| Pl. | Verein             | Sp. | S | U | N | Tore    | Diff. | Punkte |
| --- | ------------------ | --- | - | - | - | ------- | ----- | ------ |
| 1.  | CD Marathón        | 6   | 4 | 1 | 1 | 012:500 | +7    | 13     |
| 2.  | CD Cruz Azul       | 6   | 3 | 1 | 2 | 008:400 | +4    | 10     |
| 3.  | Deportivo Saprissa | 6   | 3 | 1 | 2 | 007:900 | −2    | 10     |
| 4.  | D.C. United        | 6   | 0 | 1 | 5 | 004:130 | −9    | 01     |

### Gruppe B
| Pl. | Verein              | Sp. | S | U | N | Tore    | Diff. | Punkte |
| --- | ------------------- | --- | - | - | - | ------- | ----- | ------ |
| 1.  | UNAM Pumas          | 6   | 3 | 3 | 0 | 018:700 | +11   | 12     |
| 2.  | Houston Dynamo      | 6   | 2 | 3 | 1 | 009:900 | ±0    | 09     |
| 3.  | CD Luis Ángel Firpo | 6   | 2 | 2 | 2 | 006:800 | −2    | 08     |
| 4.  | San Francisco FC    | 6   | 0 | 2 | 4 | 004:130 | −9    | 02     |

### Gruppe C
| Pl. | Verein          | Sp. | S | U | N | Tore    | Diff. | Punkte |
| --- | --------------- | --- | - | - | - | ------- | ----- | ------ |
| 1.  | CF Atlante      | 6   | 3 | 2 | 1 | 006:300 | +3    | 11     |
| 2.  | Montreal Impact | 6   | 3 | 2 | 1 | 010:500 | +5    | 11     |
| 3.  | CD Olimpia      | 6   | 2 | 2 | 2 | 010:600 | +4    | 08     |
| 4.  | Joe Public FC   | 6   | 1 | 0 | 5 | 003:150 | −12   | 03     |

### Gruppe D
| Pl. | Verein                   | Sp. | S | U | N | Tore    | Diff. | Punkte |
| --- | ------------------------ | --- | - | - | - | ------- | ----- | ------ |
| 1.  | Santos Laguna            | 6   | 3 | 1 | 2 | 014:110 | +3    | 10     |
| 2.  | Puerto Rico Islanders FC | 6   | 2 | 2 | 2 | 009:100 | −1    | 08     |
| 3.  | Tauro FC                 | 6   | 2 | 2 | 2 | 009:100 | −1    | 08     |
| 4.  | CSD Municipal            | 6   | 1 | 3 | 2 | 012:130 | −1    | 06     |

## K.-o.-Runde
Der gesamte Setzplan der KO-Runde wurden am 10. Dezember 2008 ausgelost.
|  | Viertelfinale            | Viertelfinale | Viertelfinale | Viertelfinale |      |                          | Halbfinale   | Halbfinale | Halbfinale | Halbfinale |  |  | Finale | Finale | Finale | Finale |
|  |                          |               |               |               |      |                          |              |            |            |            |  |  |        |        |        |        |
|  | Puerto Rico Islanders FC | 2             | 1             | 3             |      |                          |              |            |            |            |  |  |        |        |        |        |
|  | CD Marathón              | 1             | 0             | 1             |      |                          |              |            |            |            |  |  |        |        |        |        |
|  | CD Marathón              | 1             | 0             | 1             |      | Puerto Rico Islanders FC | 2            | 1          | 3(2)       |            |  |  |        |        |        |        |
|  |                          |               |               |               |      | Puerto Rico Islanders FC | 2            | 1          | 3(2)       |            |  |  |        |        |        |        |
|  |                          | CD Cruz Azul  | 0             | 3             | 3(4) |                          |              |            |            |            |  |  |        |        |        |        |
|  | CD Cruz Azul             | CD Cruz Azul  | 0             | 3             | 3(4) | 1                        | 1            | 2          |            |            |  |  |        |        |        |        |
|  | CD Cruz Azul             |               |               |               |      |                          | 1            | 2          |            |            |  |  |        |        |        |        |
|  | UNAM Pumas               | 0             | 0             | 0             |      |                          |              |            |            |            |  |  |        |        |        |        |
|  |                          |               |               |               |      |                          | CD Cruz Azul | 0          | 0          | 0          |  |  |        |        |        |        |
|  |                          | CF Atlante    | 2             | 0             | 2    |                          |              |            |            |            |  |  |        |        |        |        |
|  | Montreal Impact          | 2             | 2             | 4             |      |                          |              |            |            |            |  |  |        |        |        |        |
|  | Santos Laguna            | 0             | 5             | 5             |      |                          |              |            |            |            |  |  |        |        |        |        |
|  | Santos Laguna            | 0             | 5             | 5             |      | Santos Laguna            | 2            | 1          | 3          |            |  |  |        |        |        |        |
|  |                          |               |               |               |      | Santos Laguna            | 2            | 1          | 3          |            |  |  |        |        |        |        |
|  |                          | CF Atlante    | 1             | 3             | 4    |                          |              |            |            |            |  |  |        |        |        |        |
|  | Houston Dynamo           | CF Atlante    | 1             | 3             | 4    | 1                        | 0            | 1          |            |            |  |  |        |        |        |        |
|  | Houston Dynamo           |               |               |               |      |                          |              | 1          |            |            |  |  |        |        |        |        |
|  | CF Atlante               | 1             | 3             | 4             |      |                          |              |            |            |            |  |  |        |        |        |        |

### Viertelfinale
In den Viertelfinalspielen spielten die Gruppensieger gegen die Zweitplatzierten, wobei die Gruppensieger im Rückspiel Heimrecht hatten. Mannschaften von derselben Gruppe konnten nicht aufeinandertreffen.
Die Hinspiele fanden vom 24. bis 26. Februar, die Rückspiele vom 3. bis 5. März 2009 statt.
|                          | Gesamt |               | Hinspiel | Rückspiel |
| ------------------------ | ------ | ------------- | -------- | --------- |
| Houston Dynamo           | 1:4    | CF Atlante    | 1:1      | 0:3       |
| Montreal Impact          | 4:5    | Santos Laguna | 2:0      | 2:5       |
| Puerto Rico Islanders FC | 3:1    | CD Marathón   | 2:1      | 1:0       |
| CD Cruz Azul             | 2:0    | UNAM Pumas    | 1:0      | 1:0       |

### Halbfinale
Die Hinspiele fanden am 17. und 18. März, die Rückspiele am 7. und 8. April 2009 statt.
|                          | Gesamt          |              | Hinspiel | Rückspiel |
| ------------------------ | --------------- | ------------ | -------- | --------- |
| Puerto Rico Islanders FC | 3:3 (2:4 i. E.) | CD Cruz Azul | 2:0      | 1:3 n. V. |
| Santos Laguna            | 3:4             | CF Atlante   | 2:1      | 1:3       |

### Finale

#### Hinspiel
| CD Cruz Azul                                      | CD Cruz Azul | CF Atlante | CF Atlante |
| ------------------------------------------------- | --- | --- | ---------- |
| CD Cruz Azul                                      | \| 22. April 2009 in Mexiko-Stadt (Estadio Azul) \| \| Ergebnis: 0:2 (0:2) \| \| Zuschauer: 22.718 \| \| Schiedsrichter: Marco Antonio Rodríguez ( Mexiko) \| | \| 22. April 2009 in Mexiko-Stadt (Estadio Azul) \| \| Ergebnis: 0:2 (0:2) \| \| Zuschauer: 22.718 \| \| Schiedsrichter: Marco Antonio Rodríguez ( Mexiko) \| | CF Atlante |
| CD Cruz Azul                                      | Alfonso Blanco – Ronald Raldes, Joaquín Beltrán (c), Carlos Bonet, Fausto Pinto – Gabino Velasco, Edgar Andrade (19. Héctor Gutiérrez), César Villaluz – Alejandro Vela (53. Javier Orozco), Luis Ángel Landín, Pablo Zeballos (46. Édgar Lugo) Cheftrainer: Benjamín Galindo | Federico Vilar (c) – Gerardo Espinoza, Miguel Ángel Martínez, Luis David Velázquez, Arturo Muñoz – Fernando Navarro, José Daniel Guerrero, Gabriel Pereyra, Christian Bermúdez – Rafael Márquez Lugo (86. Ismael Valadéz), Luis Gabriel Rey (71. Andrés Carevic) Cheftrainer: José Guadalupe Cruz | CF Atlante |
| CD Cruz Azul                                      | 0:1 Fernando Navarro (16.) 0:2 Christian Bermúdez (24.) | | CF Atlante |
| CD Cruz Azul                                      | Carlos Bonet (9.), Pablo Zeballos (12.), Gabino Velasco (61.) | Miguel Ángel Martínez (18.) | CF Atlante |
| 22. April 2009 in Mexiko-Stadt (Estadio Azul)     | | |            |
| Ergebnis: 0:2 (0:2)                               | | |            |
| Zuschauer: 22.718                                 | | |            |
| Schiedsrichter: Marco Antonio Rodríguez ( Mexiko) | | |            |

#### Rückspiel
| CF Atlante                                                    | CF Atlante | CD Cruz Azul | CD Cruz Azul |
| ------------------------------------------------------------- | --- | --- | ------------ |
| CF Atlante                                                    | \| 12. Mai 2009 in Cancún (Estadio Olímpico Andrés Quintana Roo) \| \| Ergebnis: 0:0 \| \| Zuschauer: 13.000 \| \| Schiedsrichter: Benito Archundia ( Mexiko) \| | \| 12. Mai 2009 in Cancún (Estadio Olímpico Andrés Quintana Roo) \| \| Ergebnis: 0:0 \| \| Zuschauer: 13.000 \| \| Schiedsrichter: Benito Archundia ( Mexiko) \| | CD Cruz Azul |
| CF Atlante                                                    | Federico Vilar (c) – Gerardo Espinoza, Luis Gerardo Venegas, Luis David Velázquez, Clemente Ovallo – Fernando Navarro (68. Gerardo Castillo), José Daniel Guerrero, Gabriel Pereyra, Christian Bermúdez – Luis Gabriel Rey (74. Arturo Muñoz), Rafael Márquez Lugo (68. Giancarlo Maldonado) Cheftrainer: José Guadalupe Cruz | Alfonso Blanco – Alejandro Castro, Joaquín Beltrán, Julio Domínguez, Carlos Bonet (73. Fernando González) – Jaime Lozano, Gerardo Torrado , Cristian Riveros (56. César Villaluz) – Alejandro Vela, Javier Orozco, Pablo Zeballos (62. Édgar Enrique Martíni) Cheftrainer: Robert Siboldi | CD Cruz Azul |
| CF Atlante                                                    | Luis Gerardo Venegas (31.), José Daniel Guerrero (32.), Gabriel Pereyra (38.), Clemente Ovalle (40.) | Pablo Zeballos (28.), Christian Riveros (32.), Gerardo Torraldo (57.) | CD Cruz Azul |
| 12. Mai 2009 in Cancún (Estadio Olímpico Andrés Quintana Roo) | | |              |
| Ergebnis: 0:0                                                 | | |              |
| Zuschauer: 13.000                                             | | |              |
| Schiedsrichter: Benito Archundia ( Mexiko)                    | | |              |